# Barrio el Lijadero la Mesa
Rincón de Lijadero  är en ort i kommunen San José del Rincón i delstaten Mexiko i Mexiko. Samhället hade 946 invånare vid folkräkningen 2020.